# 石川町ジャンクション
石川町ジャンクション（いしかわちょうジャンクション、Ishikawacho Junction）は、神奈川県横浜市中区にある首都高速道路の神奈川1号横羽線と神奈川3号狩場線を結ぶジャンクションである。また、神奈川1号横羽線には横浜公園出口、神奈川3号狩場線には石川町入口が併設されている。

## 連絡している路線
首都高速道路
神奈川1号横羽線⇔神奈川3号狩場線

## 注意点
神奈川1号横羽線は本JCTの先に水底トンネルの桜木町トンネルがあるため、危険物積載車両は本JCTから神奈川1号横羽線への進入が禁止されている。

## 隣
首都高速神奈川1号横羽線
(167)横浜公園出入口 - (168)横浜公園出口 - 石川町JCT
首都高速神奈川3号狩場線
(354)山下町出口 - 石川町JCT/(353)石川町入口 - (356)阪東橋出入口